# Abertura do Fantástico (1973)
A primeira abertura do Fantástico, programa de televisão brasileiro da Rede Globo, estreou em 5 de agosto de 1973 e foi exibida até 1976. O número de música e dança foi dirigido por Augusto César Vannucci, com coreografia de Juan Carlos Berardi e produção musical de Aloysio de Oliveira. A abertura também inaugurou a primeira logomarca do Fantástico, criada e desenvolvida por Nilton Nunes e Cyro Del Nero.

## Conceito
Duas crianças correm para o centro de um cenário e descobrem véus que ocultam bailarinos com roupas parecidas com fantasias do carnaval de Veneza. Os trajes foram criados pelo figurinista Carlos Sörensen, que, segundo o diretor João Loredo, usou como referência visual o musical Pippin - então em cartaz no Rio de Janeiro - por sugestão de Boni.

## Tema musical
O tema, de Boni (letra) e Guto Graça Mello (música), foi gravado pela orquestra e coral da TV Globo. A primeira estrofe ("Olhe bem, preste atenção") era interpretada por Vanusa. Foi a única abertura em que a letra da música-tema (que funcionava como uma "carta de intenções" do programa) era cantada integralmente..
O tema de abertura foi gravado em disco de vinil (porém numa versão diferente da exibição da abertura) e incluído na coletânea em CD Tudo a Ver, de 2001.

## Versões alternativas
A abertura teve pelo menos as três versões disponíveis para visualização no sítio Memória Globo, com datas atribuídas de 1973, 1974 e 1975. A versão de 1973, única em preto e branco, foi incluída em Domingos Inesquecíveis, série de DVDs comemorativa dos 30 anos do Fantástico; a cópia sobrevivente, porém, inclui passagens de vídeos musicais posteriores à época de exibição original da abertura. Em 1974, completando a transição do programa para cores, foi feita uma nova versão, com nova coreografia e adição de novos elementos, mas em geral mantendo o conceito original. A versão seguinte era introduzida por cenas externas e pela célebre cena do menino (Fabiano Vannucci, filho de Augusto César Vannucci) correndo para a câmera.

## Substituição
A série de aberturas originais deu lugar em 1976 a um novo conceito visual e coreográfico e a uma nova versão do tema de abertura.

## Tributo
O tema de abertura cantada foi regravada por Cláudia Raia apenas na introdução em 2005 para o especial dos 40 anos da Rede Globo, e em 2015, foi regravada inteiramente por Luiza Possi e Chay Suede para o especial dos 50 anos e é bastante executada nas escalada do programa desde 3 de maio de 2015, exibido também no final desde 10 de maio do mesmo ano.